# Дуглас (Вайомінг)
Дуглас (англ. Douglas) — місто (англ. city) в США, в окрузі Конверс штату Вайомінг. Населення — 6386 осіб (2020).

## Географія
Дуглас розташований за координатами 42°45′17″ пн. ш. 105°23′2″ зх. д. / 42.75472° пн. ш. 105.38389° зх. д. (42.754671, -105.383798).  За даними Бюро перепису населення США в 2010 році місто мало площу 12,32 км², з яких 11,87 км² — суходіл та 0,45 км² — водойми. В 2017 році площа становила 17,25 км², з яких 16,84 км² — суходіл та 0,41 км² — водойми.

### Клімат
| Клімат : Дуглас                    | Клімат : Дуглас | Клімат : Дуглас | Клімат : Дуглас | Клімат : Дуглас | Клімат : Дуглас | Клімат : Дуглас | Клімат : Дуглас | Клімат : Дуглас | Клімат : Дуглас | Клімат : Дуглас | Клімат : Дуглас | Клімат : Дуглас | Клімат : Дуглас |
| Показник                           | Січ.            | Лют.            | Бер.            | Квіт.           | Трав.           | Черв.           | Лип.            | Серп.           | Вер.            | Жовт.           | Лист.           | Груд.           | Рік             |
| Абсолютний максимум, °C            | 18,3            | 20,6            | 25,0            | 30,0            | 33,9            | 39,4            | 39,4            | 38,3            | 36,1            | 31,1            | 24,4            | 20,0            | 39,4            |
| Середній максимум, °C              | 3,0             | 5,3             | 9,6             | 14,2            | 19,6            | 26,1            | 30,2            | 29,6            | 23,8            | 16,8            | 7,9             | 3,7             | 15,9            |
| Середня температура, °C            | −4,6            | −2,1            | 2,2             | 6,4             | 11,7            | 17,5            | 21,3            | 20,4            | 14,5            | 7,9             | 0,5             | −3,9            | 7,7             |
| Середній мінімум, °C               | −12,3           | −9,5            | −5,3            | −1,4            | 3,9             | 8,8             | 12,3            | 11,2            | 5,2             | −1,1            | −6,9            | −11,4           | −0,5            |
| Абсолютний мінімум, °C             | −38,9           | −36,1           | −28,3           | −24,4           | −8,9            | −2,2            | 1,1             | −1,7            | −11,7           | −21,1           | −31,1           | −40,6           | −40,6           |
| Норма опадів, мм                   | 10              | 11              | 20              | 42              | 64              | 36              | 40              | 23              | 27              | 20              | 19              | 9               | 321             |
| ---------------------------------- | --------------- | --------------- | --------------- | --------------- | --------------- | --------------- | --------------- | --------------- | --------------- | --------------- | --------------- | --------------- | --------------- |
| Джерело: NOAA (normals, 1971–2000) |                 |                 |                 |                 |                 |                 |                 |                 |                 |                 |                 |                 |                 |

## Демографія
Згідно з переписом 2010 року, у місті мешкало 6120 осіб у 2546 домогосподарствах у складі 1613 родин. Густота населення становила 497 осіб/км².  Було 2788 помешкань (226/км²).
Расовий склад населення:
| - 94,4 % — білих - 0,8 % — корінних американців - 0,3 % — чорних або афроамериканців - 0,2 % — азіатів - 2,2 % — осіб інших рас |

До двох чи більше рас належало 2,0 %. Частка іспаномовних становила 7,6 % від усіх жителів.
За віковим діапазоном населення розподілялося таким чином: 27,7 % — особи молодші 18 років, 61,5 % — особи у віці 18—64 років, 10,8 % — особи у віці 65 років та старші. Медіана віку мешканця становила 35,0 року. На 100 осіб жіночої статі у місті припадало 100,2 чоловіків;  на 100 жінок у віці від 18 років та старших — 99,4 чоловіків також старших 18 років.
Середній дохід на одне домашнє господарство  становив 68 010 доларів США (медіана — 60 060), а середній дохід на одну сім'ю — 75 752 долари (медіана — 73 102). Медіана доходів становила 60 915 доларів для чоловіків та 33 333 долари для жінок. За межею бідності перебувало 9,2 % осіб, у тому числі 12,0 % дітей у віці до 18 років та 7,5 % осіб у віці 65 років та старших.
Цивільне працевлаштоване населення становило 3376 осіб. Основні галузі зайнятості: освіта, охорона здоров'я та соціальна допомога — 16,7 %, сільське господарство, лісництво, риболовля — 16,7 %, мистецтво, розваги та відпочинок — 14,0 %, транспорт — 11,8 %.
За даними перепису 2000 року,
на території муніципалітету мешкало 5288 людей, було 2118 садиб та 1423 сімей.
Густота населення становила 399,6 осіб/км². Було 2385 житлових будинків.
З 2118 садиб у 36,6% проживали діти до 18 років, подружніх пар, що мешкали разом, було 53,7 %,
садиб, у яких господиня не мала чоловіка — 10,0 %, садиб без сім'ї — 32,8 %.
Власники 28,7 % садиб мали вік, що перевищував 65 років, а в 11,5 % садиб принаймні одна людина була старшою за 65 років.
Кількість людей у середньому на садибу становила 2,45, а в середньому на родину 3,04.
Середній річний дохід на садибу становив 36 944 доларів США, а на родину — 44 900 доларів США.
Чоловіки мали дохід 36 489 доларів, жінки — 18 662 доларів.
Дохід на душу населення був 17 634 доларів.
Приблизно 11,9 % родин та 14,1 % населення жили за межею бідності.
Серед них осіб до 18 років було 19,6 %, і понад 65 років — 14,7 %.
Середній вік населення становив 35 років.